# Deadstar 2
Deadstar 2 è il primo album in studio del rapper statunitense Smokepurpp, pubblicato nel 2019.

## Tracce
1. The Matrix – 2:03
2. Red Bottoms – 2:41
3. Stevie – 2:03
4. What I Please (featuring Denzel Curry) – 2:20
5. Ariba – 2:13
6. All for Me (featuring Trippie Redd) – 1:56
7. Past the Moon Interlude – 2:22
8. Lightspeed – 2:29
9. Fill the Room Up (featuring Ty Dolla Sign) – 2:24
10. Reckless – 1:47
11. Dirty Dirty (featuring Lil Skies) – 2:24
12. Floor Seats – Yet – 4:21
13. Left Right (featuring Lil Pump) – 2:13
14. On Purppose – 2:19
15. Robbin Robbin – 3:02
16. Pop 1 (featuring Moneybagg Yo) – 2:40
17. Audi II – 2:47